# DECADE (米米CLUBのアルバム)
『DECADE』（ディケイド）は米米CLUBのベスト・アルバム。1995年2月20日発売。発売元はSony Records（現・ソニー・ミュージックレコーズ）。

## 概要
米米CLUBのデビュー10周年を記念してリーダーでありベーシストのBON（大久保謙作）監修による米米初の本格的ベスト・アルバム（1987年発売の『SINGLES』はシングル・ベストのため除外）。
タイトルも「10年間」を意味する「DECADE」と付けられ、米米にとっての一つの節目となった。大ヒットを記録した「浪漫飛行」や「君がいるだけで」を収録し、自ら「熱狂マニアは選曲に不満がたっぷり」と言い張るほど一般受けを狙った作品だったこともあり、ミリオンセラーを突破する売上を記録した。
収録された楽曲は全てリミックスもしくはリアレンジが施され、特に重低音（ベース音、ドラム音などの）部分が強調されたほか、ホーンセクションやコーラスのアレンジ、細かい楽器バランスの再調整、反響音の編集、エコーの付け方まで大幅に手を加えられた。特に「sure danse」は改変前のオリジナルのアレンジでの再録音が行われている。
初回限定仕様は塩ビ製ケース。

## 収録曲
| 全作詞・作曲: 米米CLUB。 |                               |           |            |                    |      |
| #                        | タイトル                      | 作詞      | 作曲・編曲 | 編曲               | 時間 |
| 1.                       | 「愛はふしぎさ」              | 米米CLUB  | 米米CLUB   | 金子隆博           | 4:55 |
| 2.                       | 「君がいるだけで」            | 米米CLUB  | 米米CLUB   | 中村哲             | 4:45 |
| 3.                       | 「抱きしめたい」              | 米米CLUB  | 米米CLUB   | 中崎英也           | 5:36 |
| 4.                       | 「I・CAN・BE」                | 米米CLUB  | 米米CLUB   | 中村哲             | 4:25 |
| 5.                       | 「元祖 sure danse」           | 米米CLUB  | 米米CLUB   | 米米CLUB           | 4:59 |
| 6.                       | 「ひとすじになれない」        | 米米CLUB  | 米米CLUB   | 米米CLUB           | 5:10 |
| 7.                       | 「愛してる」                  | 米米CLUB  | 米米CLUB   | 米米CLUB           | 5:36 |
| 8.                       | 「FUNK FUJIYAMA」             | 米米CLUB  | 米米CLUB   | 萩原健太・米米CLUB | 4:33 |
| 9.                       | 「Shake Hip!」                | 米米CLUB  | 米米CLUB   | 中村哲・米米CLUB   | 3:43 |
| 10.                      | 「浪漫飛行」                  | 米米CLUB  | 米米CLUB   | 米米CLUB・中原英也 | 4:36 |
| 11.                      | 「愛 Know マジック」          | 米米CLUB  | 米米CLUB   | 米米CLUB           | 4:28 |
| 12.                      | 「TIME STOP」                 | 米米CLUB  | 米米CLUB   | 中村哲             | 5:13 |
| 13.                      | 「今夜はフル回転」            | 米米CLUB  | 米米CLUB   | 金子隆博           | 5:11 |
| 14.                      | 「ごきげんよう! PARTY NIGHT」 | 米米CLUB  | 米米CLUB   | 奈良部匠平         | 5:27 |
| 合計時間:                | 合計時間:                     | 合計時間: | 68:37      |                    |      |

### 楽曲解説
1. 愛はふしぎさ
2. 君がいるだけで
3. 抱きしめたい
4. I・CAN・BE
  - シングル・バージョンや『シャリ・シャリズム』収録のものよりピッチが若干低くなっている。
5. 元祖 sure danse
  - 当時のCBS・ソニーの担当者に「こんな曲じゃ売れない」と言われ、後に通常の「sûre danse」を発表。だが、本来は当時からこの形で出したかったことを本作で現実にした。
6. ひとすじになれない
  - 大サビから戻ってきた直後のサビのドラムがカットされている。
7. 愛してる
8. FUNK FUJIYAMA
  - 演奏時間が1分程短縮されている。
9. Shake Hip!
10. 浪漫飛行
  - 冒頭にラジオ風の効果音を追加。ザッピング中に「手紙」「ア・ブラ・カダ・ブラ」の1フレーズなどが僅かながら引用されている。
11. 愛 Know マジック
12. TIME STOP
13. 今夜はフル回転
  - アルバム初収録。
14. ごきげんよう! PARTY NIGHT